# Mahler (krater)
För andra betydelser, se Mahler (olika betydelser).
Mahler är en nedslagskrater på planeten Merkurius. Mahler är ungefär 104 kilometer i diameter.
1976 namngavs den efter den österrikiske kompositören Gustav Mahler.